# Òscar Camps i Gausachs
Òscar Camps i Gausachs (Barcelona, 1963) és un socorrista, empresari i activista social català, conegut principalment per ser el fundador i director de l'ONG Proactiva Open Arms. Va ser guardonat amb el premi Català de l'Any del 2015.

## Biografia

Membres de Proactiva Open Arms (amb armilla groga) evacuant un vaixell ple de refugiats. Òscar Camps és el voluntari situat a la proa del vaixell (a la dreta de la imatge).

Nascut a Barcelona, Camps era el propietari d'una empresa de socorrisme establerta a Badalona, Pro-Activa Serveis Aquàtics, que es dedicava als serveis marítims, concretament a la seguretat aquàtica i el socorrisme. En el context de la crisi dels refugiats, en el marc de la Guerra civil siriana, quan milers de persones perdien la vida intentant arribar a Europa, Camps va decidir desplaçar-se a Lesbos, una illa grega situada prop de Turquia, per avaluar la situació sobre el terreny. L'esdeveniment clau que el motivà a posar-se en moviment fou la publicació de les imatges del cadàver d'Alan Kurdi, un nen de tres anys que havia mort ofegat intentant fer la travessia amb la seva família. Com que l'empresa tenia molta experiència en vigilància de platges, ell i uns quants companys van decidir aplicar els seus coneixements en socorrisme per col·laborar en el rescat dels refugiats que intentaven arribar a la Unió Europea a través del mar Egeu.
Així, el setembre de 2015 van decidir fundar l'ONG Proactiva Open Arms, finançada amb 15.000 euros que Camps tenia estalviats, i destacant un grup de voluntaris a l'illa, entre els quals s'hi trobava Òscar, per col·laborar en les tasques de rescat. En un principi, l'únic material del qual disposaven eren diversos vestits de neoprè, aletes i tubs de respiració. Les principals activitats del grup eren guiar i ajudar a arribar a les platges als refugiats, principalment sirians, que venien des de Turquia en embarcacions molt precàries. Amb el temps, no obstant això, l'equipament disponible va anar millorant, principalment gràcies a les donacions provinents de particulars.
Gràcies a la seva tasca, diversos mitjans espanyols i europeus es van fer ressò de l'activitat de Camps i de l'ONG a Lesbos, principalment gràcies a la seva visibilitat en fotografies penjades a internet. No obstant això, la popularitat a Catalunya els arribà gràcies a l'emissió a TV3 del documental To Kyma. Rescat al mar Egeu, dirigit per Arantza Díez i David Fontseca i produït per La Kaseta Ideas Factory, on se seguia l'activitat del grup en diverses accions a l'illa grega. El 2 de març de 2016, gràcies a aquesta popularitat, Camps i Proactiva van poder visitar el Parlament Europeu, on van parlar en nom dels refugiats.
El 1r de març de 2016 es va fer públic que Òscar Camps era un dels finalistes al Premi Català de l'Any de 2015, guardó que entrega, anualment i per votació popular, El Periódico de Catalunya, i que havia reconegut anteriorment personalitats com Ernest Lluch, Neus Català o Pep Guardiola. El 30 de març el diari català va anunciar que Camps havia passat a la fase final del concurs, juntament amb l'escriptor Josep Maria Espinàs i el cantant Pau Donés. Finalment, el 7 d'abril, en la gala anual de lliurament del premi, es va anunciar que Camps havia estat el guanyador del concurs.
El dia 10 de setembre de 2019 va rebre la Medalla d'honor del Parlament de Catalunya a mans del president del Parlament, Roger Torrent, en reconeixement de la seva tasca humanitària a través de Proactiva Open Arms.